# Campeonato Profesional 1978
Il Campeonato Profesional 1978 fu la 31ª edizione della massima serie del campionato colombiano di calcio, e fu vinta dal Millonarios.

## Avvenimenti
Il campionato cambia formula ancora una volta: vengono introdotti i gironi semifinali, da 4 squadre (denominati Cuadrangulares semifinales), cui hanno accesso le 8 squadre meglio posizionate nella classifica complessiva (Apertura+Finalización). Il Finalización è composto da due gironi: il girone A è composto dalle prime 7 dell'Apertura, mentre il B dalle ultime 7. Vengono formati degli abbinamenti tra squadre dei due gruppi: ciascuna squadra del gruppo A è abbinata a una squadra del gruppo B. Quando la squadra del gruppo B incontra l'avversaria del gruppo A cui è abbinata, gioca due partite in casa e una in trasferta.

## Partecipanti
- América de Cali
- Atlético Bucaramanga
- Atlético Junior
- Atlético Nacional
- Cristal Caldas
- Cúcuta Deportivo
- Deportes Quindío
- Deportes Tolima
- Deportivo Cali
- Deportivo Pereira
- Independiente Medellín
- Millonarios
- Santa Fe
- Unión Magdalena

## Torneo Apertura
|  | Pos. | Squadra                | Pt | G  | V  | N  | P  | GF | GS | DR  |
|  | ---- | ---------------------- | -- | -- | -- | -- | -- | -- | -- | --- |
|  | 1.   | Atlético Nacional      | 37 | 26 | 15 | 7  | 4  | 45 | 25 | +20 |
|  | 2.   | Deportivo Cali         | 34 | 26 | 12 | 10 | 4  | 44 | 26 | +18 |
|  | 3.   | América de Cali        | 32 | 26 | 12 | 8  | 6  | 45 | 31 | +14 |
|  | 4.   | Atlético Bucaramanga   | 29 | 26 | 11 | 7  | 8  | 34 | 29 | +5  |
|  | 5.   | Santa Fe               | 28 | 26 | 10 | 8  | 8  | 37 | 33 | +4  |
|  | 6.   | Cúcuta Deportivo       | 28 | 26 | 8  | 12 | 6  | 34 | 35 | -1  |
|  | 7.   | Millonarios            | 27 | 26 | 9  | 9  | 8  | 52 | 47 | +5  |
|  | 8.   | Cristal Caldas         | 26 | 26 | 9  | 8  | 9  | 42 | 40 | +2  |
|  | 9.   | Unión Magdalena        | 25 | 26 | 8  | 9  | 9  | 20 | 25 | -5  |
|  | 10.  | Atlético Junior        | 24 | 26 | 8  | 8  | 10 | 30 | 35 | -5  |
|  | 11.  | Deportes Quindío       | 24 | 26 | 8  | 8  | 10 | 24 | 31 | -7  |
|  | 12.  | Deportes Tolima        | 21 | 26 | 7  | 7  | 12 | 30 | 38 | -8  |
|  | 13.  | Independiente Medellín | 18 | 26 | 8  | 2  | 16 | 29 | 42 | -13 |
|  | 14.  | Deportivo Pereira      | 11 | 26 | 2  | 7  | 17 | 13 | 42 | -29 |

Legenda:

         Qualificato ai gironi semifinali; inserito nel gruppo A.
         Inserito nel gruppo A.
         Inserito nel gruppo B.
Note:
Due punti a vittoria, uno a pareggio, zero a sconfitta.

## Torneo Finalización
Abbinamenti: América-Unión Magdalena; Atl. Bucaramanga-Cristal Caldas; Atlético Nacional-Ind. Medellín; Cúcuta-Dep. Pereira; Deportivo Cali-Junior; Millonarios-Dep. Quindío; Santa Fe-Dep. Tolima

### Gruppo A
|  | Pos. | Squadra              | Pt | G  | V  | N | P  | GF | GS | DR |
|  | ---- | -------------------- | -- | -- | -- | - | -- | -- | -- | -- |
|  | 1.   | América de Cali      | 27 | 21 | 10 | 7 | 4  | 32 | 23 | +9 |
|  | 2.   | Millonarios          | 26 | 21 | 10 | 6 | 5  | 32 | 26 | +6 |
|  | 3.   | Atlético Nacional    | 23 | 21 | 10 | 3 | 8  | 25 | 18 | +7 |
|  | 4.   | Santa Fe             | 22 | 21 | 8  | 6 | 7  | 38 | 31 | +7 |
|  | 5.   | Cúcuta Deportivo     | 22 | 21 | 7  | 8 | 6  | 25 | 27 | -2 |
|  | 6.   | Deportivo Cali       | 16 | 21 | 5  | 6 | 10 | 27 | 35 | -8 |
|  | 7.   | Atlético Bucaramanga | 16 | 21 | 4  | 8 | 9  | 26 | 30 | -4 |

Note:
Due punti a vittoria, uno a pareggio, zero a sconfitta.

### Gruppo B
|  | Pos. | Squadra                | Pt | G  | V  | N | P  | GF | GS | DR  |
|  | ---- | ---------------------- | -- | -- | -- | - | -- | -- | -- | --- |
|  | 1.   | Cristal Caldas         | 28 | 21 | 11 | 6 | 4  | 39 | 25 | +14 |
|  | 2.   | Atlético Junior        | 25 | 21 | 10 | 5 | 6  | 37 | 28 | +9  |
|  | 3.   | Unión Magdalena        | 24 | 21 | 9  | 6 | 6  | 28 | 23 | +5  |
|  | 4.   | Deportivo Pereira      | 21 | 21 | 8  | 5 | 8  | 28 | 30 | -2  |
|  | 5.   | Deportes Tolima        | 16 | 21 | 4  | 8 | 9  | 21 | 35 | -14 |
|  | 6.   | Deportes Quindío       | 15 | 21 | 5  | 5 | 11 | 20 | 31 | -11 |
|  | 7.   | Independiente Medellín | 13 | 21 | 2  | 9 | 10 | 18 | 34 | -16 |

Note:
Due punti a vittoria, uno a pareggio, zero a sconfitta.

## Classifica complessiva
|  | Pos. | Squadra                | Pt | G  | V  | N  | P  | GF | GS | DR  |
|  | ---- | ---------------------- | -- | -- | -- | -- | -- | -- | -- | --- |
|  | 1.   | Atlético Nacional      | 60 | 47 | 25 | 10 | 12 | 70 | 43 | +27 |
|  | 2.   | América de Cali        | 59 | 47 | 22 | 15 | 10 | 77 | 54 | +23 |
|  | 3.   | Cristal Caldas         | 54 | 47 | 20 | 14 | 13 | 81 | 65 | +16 |
|  | 4.   | Millonarios            | 53 | 47 | 19 | 15 | 13 | 84 | 73 | +11 |
|  | 5.   | Santa Fe               | 50 | 47 | 18 | 14 | 15 | 75 | 64 | +11 |
|  | 6.   | Deportivo Cali         | 50 | 47 | 17 | 16 | 14 | 71 | 61 | +10 |
|  | 7.   | Cúcuta Deportivo       | 50 | 47 | 15 | 20 | 12 | 59 | 62 | -3  |
|  | 8.   | Atlético Junior        | 49 | 47 | 18 | 13 | 16 | 67 | 63 | +4  |
|  | 9.   | Unión Magdalena        | 49 | 47 | 17 | 15 | 15 | 48 | 48 | 0   |
|  | 10.  | Atlético Bucaramanga   | 45 | 47 | 15 | 15 | 17 | 60 | 59 | 1   |
|  | 11.  | Deportes Quindío       | 39 | 47 | 13 | 13 | 21 | 44 | 62 | -18 |
|  | 12.  | Deportes Tolima        | 37 | 47 | 11 | 15 | 21 | 51 | 73 | -22 |
|  | 13.  | Deportivo Pereira      | 32 | 47 | 10 | 12 | 25 | 41 | 72 | -31 |
|  | 14.  | Independiente Medellín | 31 | 47 | 10 | 11 | 26 | 47 | 76 | -29 |

Legenda:
         Qualificato ai gironi semifinali.
Note:
Due punti a vittoria, uno a pareggio, zero a sconfitta.

## Gironi semifinali

### Gruppo A
|  | Pos. | Squadra           | Pt | G | V | N | P | GF | GS | DR |
|  | ---- | ----------------- | -- | - | - | - | - | -- | -- | -- |
|  | 1.   | Atlético Nacional | 7  | 6 | 3 | 1 | 2 | 6  | 7  | -1 |
|  | 2.   | Deportivo Cali    | 7  | 6 | 2 | 3 | 1 | 7  | 5  | +2 |
|  | 6.   | Atlético Junior   | 6  | 6 | 1 | 4 | 1 | 6  | 5  | +1 |
|  | 7.   | Cristal Caldas    | 4  | 6 | 1 | 2 | 3 | 5  | 7  | -2 |

Legenda:
         Qualificato al girone finale.
Note:
Due punti a vittoria, uno a pareggio, zero a sconfitta.

### Gruppo B
|  | Pos. | Squadra          | Pt | G | V | N | P | GF | GS | DR |
|  | ---- | ---------------- | -- | - | - | - | - | -- | -- | -- |
|  | 1.   | Santa Fe         | 8  | 6 | 3 | 2 | 1 | 17 | 12 | +5 |
|  | 2.   | Millonarios      | 6  | 6 | 2 | 2 | 2 | 8  | 9  | -1 |
|  | 6.   | Cúcuta Deportivo | 5  | 6 | 1 | 3 | 2 | 10 | 12 | -2 |
|  | 7.   | América de Cali  | 5  | 6 | 1 | 3 | 2 | 11 | 13 | -2 |

Legenda:
         Qualificato al girone finale.
Note:
Due punti a vittoria, uno a pareggio, zero a sconfitta.

## Girone finale
|                     | Pos. | Squadra           | Pt | G  | V | N | P | GF | GS | DR |
| ------------------- | ---- | ----------------- | -- | -- | - | - | - | -- | -- | -- |
| Colombia (bandiera) | 1.   | Millonarios       | 15 | 10 | 7 | 1 | 2 | 14 | 9  | +5 |
|                     | 2.   | Deportivo Cali    | 12 | 10 | 5 | 2 | 3 | 20 | 13 | +7 |
|                     | 3.   | Atlético Nacional | 12 | 10 | 5 | 2 | 3 | 15 | 13 | +2 |
|                     | 4.   | Santa Fe          | 10 | 10 | 3 | 4 | 3 | 12 | 10 | +2 |

Legenda:

         Campione di Colombia 1978 e qualificato alla Coppa Libertadores 1979
         Qualificato alla Coppa Libertadores 1979
Note:
Due punti a vittoria, uno a pareggio, zero a sconfitta.

## Statistiche

### Classifica marcatori
| Gol |  |  | Giocatore          | Squadra           |
| --- |  |  | ------------------ | ----------------- |
| 36  |  |  | Oswaldo Palavecino | Atlético Nacional |
| 34  |  |  | Juan Irigoyén      | Millonarios       |
| 32  |  |  | Jorge Cáceres      | América de Cali   |
| 31  |  |  | Manuel Magán       | Santa Fe          |
| 26  |  |  | Jaime Morón        | Millonarios       |
| 23  |  |  | Eladio Vásquez     | Atlético Junior   |
| 21  |  |  | Juan Ramón Verón   | Cúcuta Deportivo  |
| 19  |  |  | Néstor Scotta      | Deportivo Cali    |